# Władimir Piguzow
Władimir Aleksandrowicz Piguzow (ros. Владимир Александрович Пигузов; ur. ?, zm. w 1986) – sekretarz komitetu partyjnego Instytutu Komitetu Bezpieczeństwa Państwowego ZSRR im. J. Andropowa, zwerbowany przez Centralną Agencję Wywiadowczą. 
Ukończył szkołę suworowską i Wyższą Szkołę Komitetu Bezpieczeństwa Państwowego, pułkownik Pierwszego Zarządu Głównego Komitetu Bezpieczeństwa Państwowego ZSRR. 
Pierwsza próba werbunku Piguzowa miała miejsce w Indonezji w 1974 - zameldował o niej przełożonym. Został odwołany do Moskwy i skierowany do pracy biurowej. Druga, udana próba werbunku miała miejsce podczas delegacji służbowej do USA.
Został wydany przez Aldricha Amesa i rozstrzelany w 1986 zgodnie z wyrokiem Kolegium Wojskowego Sądu Najwyższego ZSRR.